# Fir of Drenovë Nationalpark
Fir of Drenovë Nationalpark (albansk: Parku Kombëtar Bredhi i Drenovës) er en nationalpark nær Korçë i det østlige Albanien, med et areal på 10,3 km2.
Parken ligger i området de illyriske løvskove og dinariske alpine blandede skove terrestrisk økoregion i det palearktiske tempererede bredbladede og blandede skov, domineret af ædelgranen. De forskellige morfologiske, klimatiske og hydrologiske forhold i regionen favoriserer dannelsen af en række geologiske træk. Nationalparken er vært for mange klippeformationer, såsom Capistenen, Cuttenen, Zhombrit's Pyramide, Trengrotten, men også mange søer som Lenies-søerne og Karsthullet. Alle disse er under beskyttelse og registreret som naturmonumenter af Albaniens regering.